# Kari Russell-Pool
Kari Russell-Pool (nascida em 1967) é uma artista americana conhecida pelo seu trabalho com arte contemporânea em vidro. Nasceu em Salem, Massachusetts, e estudou no Instituto de Arte de Cleveland.
O seu trabalho está incluído nas colecções do Seattle Art Museum, do Mint Museum em Charlotte, Carolina do Norte e do Museu Smithsoniano de Arte Americana.